# Proteste in Brasilien 2013

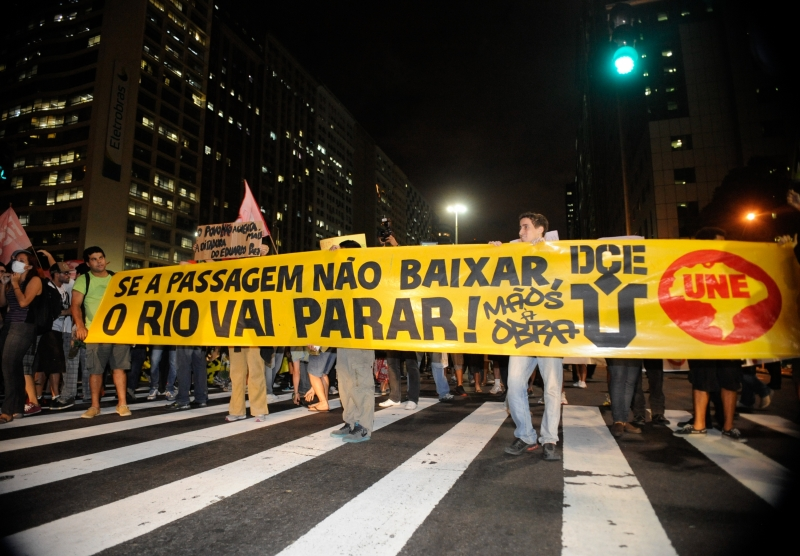
Demonstranten auf einer Straße von Rio de Janeiro. Auf dem Banner steht „Se a passagem não baixar, o Rio vai parar!“ (dt. „Wenn die Fahrkarten (-preise) nicht runtergehen, kommt Rio zum Stehen!“)

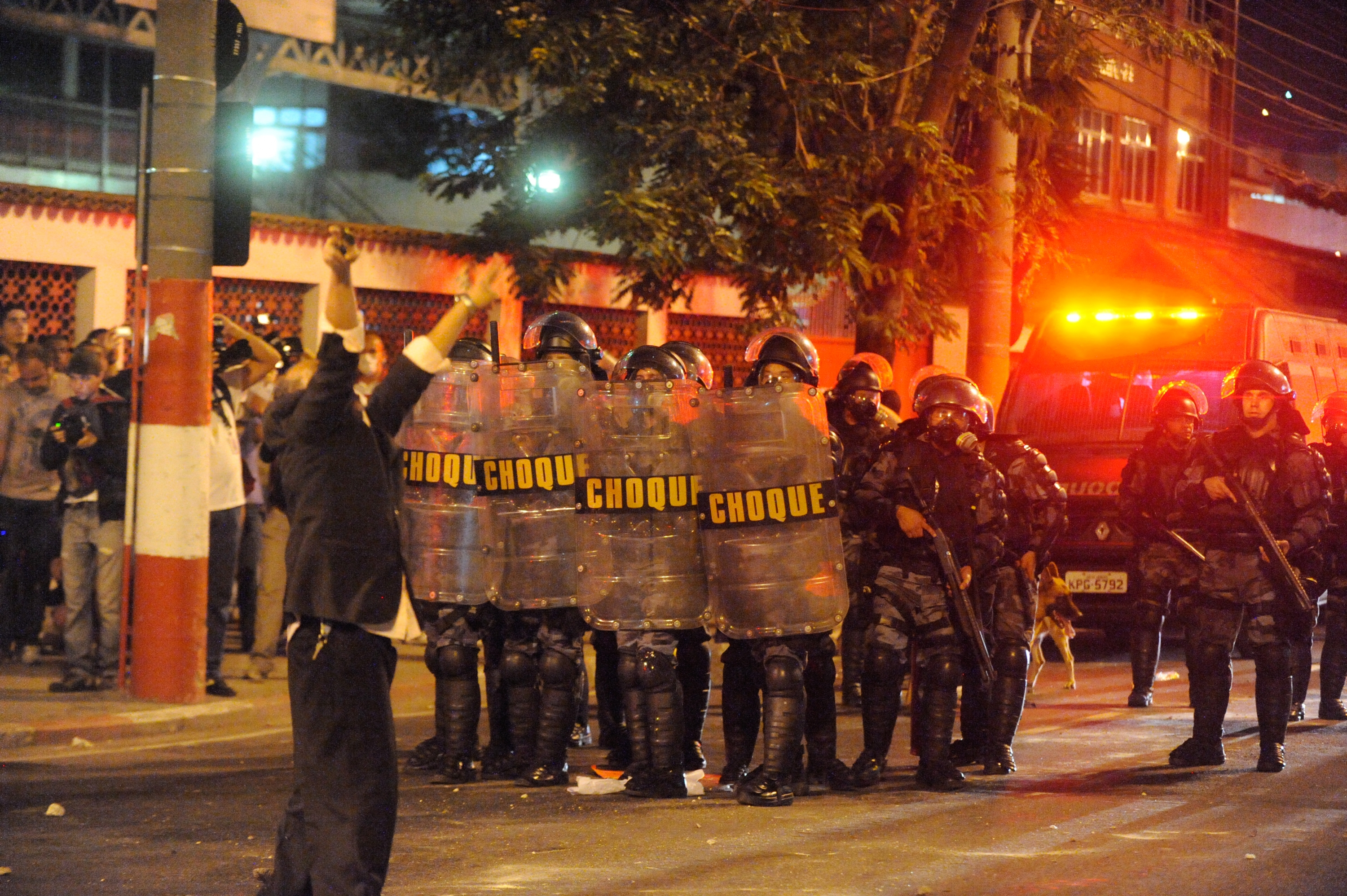
Polizei in Niterói am 19. Juni 2013

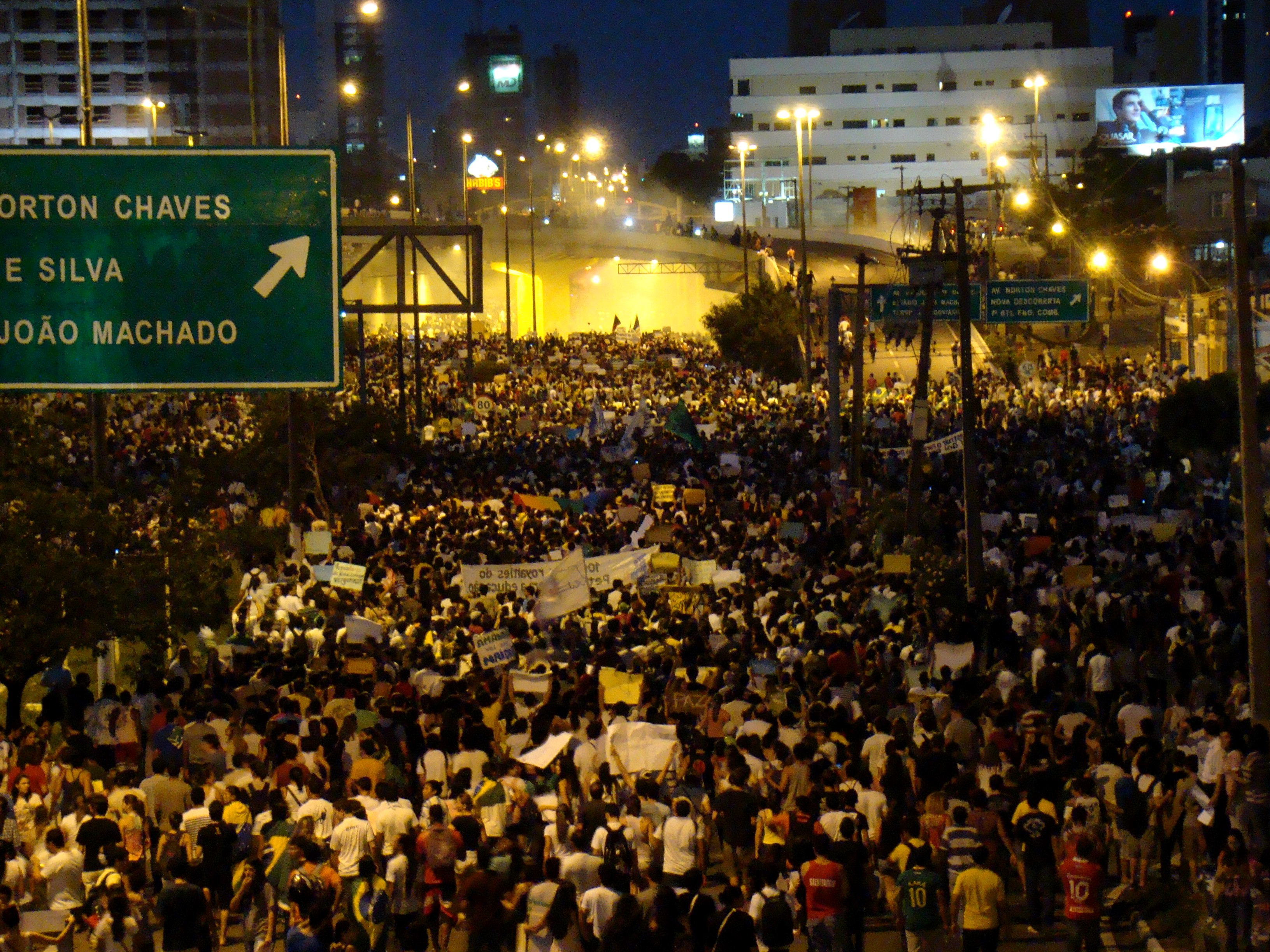
Proteste in Rio Grande do Norte am 20. Juni 2013

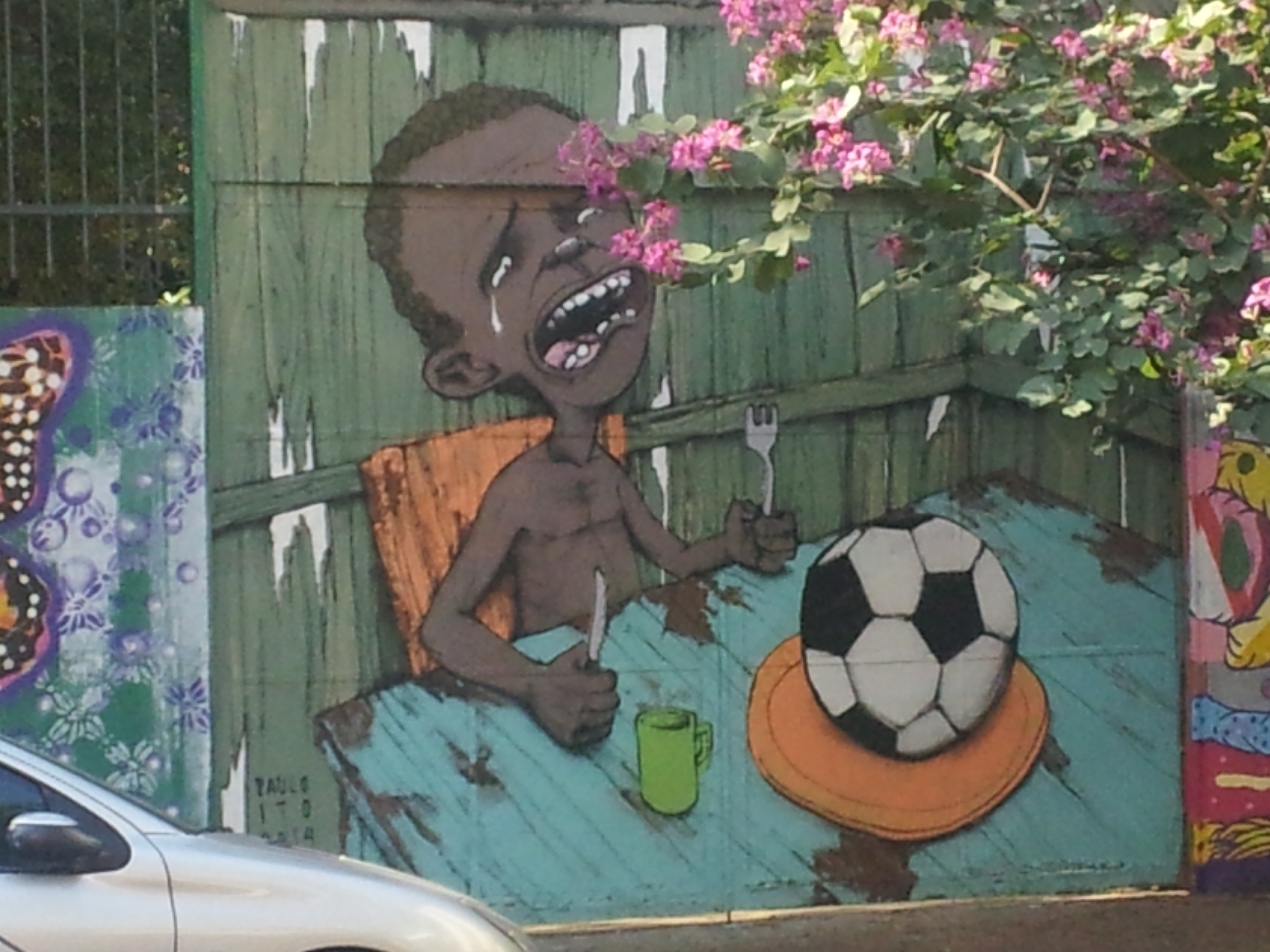
Wandbild gegen den Hunger von Paulo Ito an der Grundschule Escola Municipal de Educação Infantil, Rua Padre Chico 50, São Paulo.

Die Proteste in Brasilien, die im Juni 2013 begonnen haben, sind die größten Unruhen in dem südamerikanischen Land seit dem Ende der Militärdiktatur in den 1980er Jahren. Die Proteste richten sich gegen die Ausrichtung der Fußball-Weltmeisterschaft 2014 in Brasilien, gegen Korruption (insbesondere in der Verwaltung), gegen soziale Missstände wie beispielsweise das marode Schulsystem, Erhöhung von Preisen im öffentlichen Nahverkehr und unrechtmäßige Polizeigewalt.

## Benennung
Die Proteste werden unterschiedlich benannt, zum Beispiel Essigrevolution (weil die Polizei Verhaftungen wegen des Besitzes von Essig vornahm, der gegen Tränengas schützen sollte), 20-Cent-Revolution (die Erhöhung der Bustarife um 20 Centavos, von 3,00 auf 3,20 Real, waren ein Auslöser der Demonstrationen) sowie Passe Livre („Freifahrtschein“, wegen der Forderung der kostenlosen Nutzung öffentlicher Verkehrsmittel).

## Verlauf
Am 17. Juni 2013 fand die bis dahin größte Protestdemonstration statt: während des FIFA-Konföderationen-Pokals demonstrierten über 200.000 Menschen gegen die Milliardenausgaben für Sport-Großprojekte wie Fußballstadien für die Fußball-Weltmeisterschaft 2014 und die Olympischen Spiele 2016. Sie forderten, stattdessen mehr Geld in Bildung und Gesundheit zu investieren. Die meisten Brasilianer teilen die Kritik der Demonstranten.
Präsidentin Dilma Rousseff versuchte, die Lage zu beruhigen. „Friedliche Demonstrationen sind legitim. Es liegt in der Natur der Jugend zu demonstrieren“, sagte sie am 17. Juni 2013.
Erst als sich Brasiliens Fußball-Berühmtheiten (wie Bayern-Verteidiger Dante oder Neymar) mit den Demonstranten solidarisiert hatten, äußerte FIFA-Präsident Sepp Blatter ein gewisses Verständnis für die Proteste.
Blatter nahm am 19. Juni in einem Exklusiv-Interview mit dem brasilianischen Sender TV Globo Stellung zu den Protestkundgebungen; zahlreiche Medien zitierten seinen Satz „Brasilien hat sich um diese WM beworben. Wir haben die WM nicht Brasilien aufgezwungen“. Die Kritik an den Kosten der Stadien könne er nicht verstehen; man solle doch nicht den Fußball nutzen, um Forderungen zu verkünden.
Am 20. Juni 2013 lenkten die Städte Rio de Janeiro und São Paulo ein und nahmen die Bustarif-Erhöhung zurück.
Am Abend des 20. Juni demonstrierten etwa eine Million Brasilianer in mehr als hundert Städten des Landes. Die größte Mobilisierung fand in Rio de Janeiro statt (etwa 300.000 Demonstranten). Die Allermeisten demonstrierten völlig friedlich und zogen durch das Zentrum der Stadt in Richtung Amtssitz des Bürgermeisters. Die Situation eskalierte, als die Polizei Tränengas-Granaten auf den Protestzug abfeuerte.
Die Polizei setzte berittene Einheiten und gepanzerte Fahrzeuge ein und ging brutal gegen die Demonstranten vor. Mindestens 44 Menschen wurden in Rio verletzt, in Brasília mehr als 100; viele durch Gummigeschosse der Polizei.
Anschließend kam es zu Straßenschlachten. Randalierer zündeten im Verlauf der Nacht Autos oder Plastikplanen an oder rissen Zäune um.
Laut Zahlen der amtlichen Nachrichtenagentur „Agência Brasil“ nahmen fast zwei Millionen Menschen in 438 Städten teil.
Am 21. Juni 2013 versprach Brasiliens Präsidentin Rousseff in einer landesweit übertragenen Fernsehansprache einen „großen Pakt“ für ein besseres Brasilien. Sie lobte die friedlichen Proteste und verurteilte die Gewalt einer Minderheit.
Rousseff kündigte einen „großen Pakt“ an, um die Mängel im öffentlichen Dienstleistungssystem zu beseitigen. Es solle ein Plan zur Verbesserung des öffentlichen Transportwesens entwickelt, mehr Geld aus den Öleinnahmen in die Bildung investiert und Ärzte aus dem Ausland nach Brasilien geholt werden. Es war die erste öffentliche Reaktion der Präsidentin nach der Protestwelle in der Nacht zum Freitag.

### 2014
Mitte Mai 2014, vier Wochen vor Beginn der Fußball-WM, kam es in São Paulo zu Protesten mit teilweise gewaltsamen Aufeinandertreffen von Polizei und Demonstranten.

„Die Demonstranten werfen der Regierung vor, viel Geld in Prestigeprojekte wie die WM zu stecken und notwendige Ausgaben für Bildung und Gesundheit sowie die Infrastruktur zu vernachlässigen. Viele Teilnehmer trugen Transparente mit der Aufschrift ‚Fifa geh heim‘ oder Plakate, auf denen in Anspielung auf die neuen und modernen WM-Stadien die Forderung stand: ‚Schulen und Hospitäler nach Fifa-Standard‘.“